# Дім (гребля)
Гребля Дім (тур. Dim Barajı ve Hidroelektrik Santrali) — велика високогірна гідроспоруда в Туреччині.
Знаходиться в східній частині регіону Анталія на річці Дім-Чай в 11 км від міста Аланія. Будівництво греблі тривало з 1996 по 2007 роки. Вода з водосховища є головним джерелом прісної води для міста Аланія. Електростанція греблі Дім є головним джерелом енергопостачання району Аланії.

## Технічні дані[2]
- Призначення — виробництво електроенергії
- Тип греблі — бетонна арка об'ємом 5 190 000 м³
- Висота греблі — 134,5 м
- Об'єм водосховища — 4 950 000 м³
- Площа водосховища — 4,70 км²
- Довжина гребеня дамби — 365 м
- Потужність — 38 МВт
- Середньорічне вироблення — 123 гвт /рік